# Rhombenikosidodekaeder

Ein Rhombenikosidodekaeder kann als expandiertes Dodekaeder oder expandiertes Ikosaeder betrachtet werden

Rhombenikosidodekaeder – in fünf Farben koloriert

Das (kleine) Rhombenikosidodekaeder ist ein Polyeder, das zu den archimedischen Körpern zählt. Es besteht aus 20 gleichseitigen Dreiecken, 30 Quadraten, 12 regelmäßigen Fünfecken und 120 Kanten. 
Jeweils zehn Kanten des Rhombenikosidodekaeders bilden ein regelmäßiges Zehneck. Insgesamt gibt es zwölf solcher unabhängiger, gleichseitiger Zehnecke in einem Rhombenikosidodekaeder.
Der zum Rhombenikosidodekaeder duale Körper ist das Deltoidalhexakontaeder.

## Kartesische Koordinaten
Durch die geraden Permutationen von
{\displaystyle (\pm 1,\pm 1,\pm \Phi ^{3}),\quad (\pm \Phi ^{2},\pm \Phi ,\pm 2\Phi ),\quad (\pm (2+\Phi ),0,\pm \Phi ^{2})}
erhält man die kartesischen Koordinaten der Ecken eines Rhombenikosidodekaeders mit Mittelpunkt im Ursprung und Kantenlänge 2.
Dabei ist {\displaystyle \Phi ={\tfrac {1}{2}}(1+{\sqrt {5}})} das Verhältnis des Goldenen Schnittes.

## Formeln
| Größen eines Rhombenikosidodekaeders mit Kantenlänge a | Größen eines Rhombenikosidodekaeders mit Kantenlänge a                                                                            |
| ------------------------------------------------------ | --- |
| Volumen                                                | {\displaystyle V={\frac {a^{3}}{3}}\left(60+29{\sqrt {5}}\right)}                                                                 |
| Oberflächeninhalt                                      | {\displaystyle A_{O}=a^{2}\left(30+5{\sqrt {3}}+3{\sqrt {25+10{\sqrt {5}}}}\right)}                                               |
| Umkugelradius                                          | {\displaystyle R={\frac {a}{2}}{\sqrt {11+4{\sqrt {5}}}}}                                                                         |
| Kantenkugelradius                                      | {\displaystyle r={\frac {a}{2}}{\sqrt {10+4{\sqrt {5}}}}}                                                                         |
| 1. Flächenwinkel (Pentagon–Quadrat) ≈ 148° 16′ 57″     | {\displaystyle \cos \,\alpha _{1}=-{\frac {1}{10}}{\sqrt {50+10{\sqrt {5}}}}}                                                     |
| 2. Flächenwinkel (Quadrat–Trigon) ≈ 159° 5′ 41″        | {\displaystyle \cos \,\alpha _{2}=-{\frac {\sqrt {3}}{6}}(1+{\sqrt {5}})}                                                         |
| Eckenraumwinkel ≈ 1,4153 π                             | {\displaystyle \Omega =2\pi -\arccos \left({\frac {5-4{\sqrt {5}}}{15}}\right)}                                                   |
| Sphärizität ≈ 0,97924                                  | {\displaystyle \Psi ={\frac {\sqrt[{3}]{20\,\pi \left(1561+696{\sqrt {5}}\right)}}{30+5{\sqrt {3}}+3{\sqrt {25+10{\sqrt {5}}}}}}} |